# 興得里
興得里為台灣台北市文山區轄下一里。

## 里界
- 東至：興隆路三段與興光里、興家為界
- 西至：辛亥路五段與興業里為鄰
- 南至：與明義里相接
- 北至：興光里毗鄰

## 歷史沿革
- 興得里先住民為霧裡社番部落。
- 日治時期初期，屬於台北縣文山堡之一部份。
- 大正9年（1920年），台灣實施州郡街庄制，屬於台北州文山郡深坑庄之大字興福一部份。
- 昭和20年／民國34年（1945年）戰後，屬臺北縣深坑鄉興福村。
- 民國39年（1950年）劃出為台北縣景美鎮興得里。
- 民國57年（1968年）歸併為台北市景美區興得里。
- 民國62年（1973年）本里劃出部份為興旺、興光兩里。
- 民國70年（1981年）本里劃出部份為興昌里。
- 民國79年（1990年）行政區域調整將興得里與興光里區域作調整並重編鄰界，同時併為文山區，仍沿用「興得里」迄今。
- 民國89年（2000年）台北市政府開始於市轄區之下設置次分區，此里屬於文山區興隆次分區之一里。